# Writhlington
Writhlington är en ort i civil parish Radstock, i distriktet Bath and North East Somerset, i grevskapet Somerset, i England. Writhlington var en civil parish fram till 1933 när blev den en del av Kilmersdon och Norton Radstock. Civil parish hade 551 invånare år 1931. Byn nämndes i Domedagsboken (Domesday Book) år 1086, och kallades då Writelinctone.